# Emil Ruder
Emil Ruder (20. března 1914 Curych– 13. března 1970 Basilej) byl švýcarský typograf a grafický designér, který s Arminem Hofmannem pomohl založit Schule für Gestaltung Basel (Uměleckoprůmyslová škola v Basileji) a grafický styl známý jako „švýcarská škola“.
Roku 1947 začal vyučovat na škole v Basileji a působil tam až do počátku 70. let. Za tu dobu pomohl vychovat řadu osobností grafického designu.